# Guy Siner
Guy Siner (New York, USA, 1947. október 16. –) amerikai születésű angol színész. Legismertebb alakítása Hubert Gruber hadnagy szerepe volt a Halló, halló! című angol szituációs komédiában.

## Élete
Siner New Yorkban született, amerikai apától és angol anyától. Az anyja az Egyesült Királyságban kívánta neveltetni a fiát, így a család Angliába költözött, amikor Guy 5 éves volt. A londoni Webber Douglas Színművészeti Akadémián tanult.

### Karrierje
1980-ban a The Biograph Girl című darabban a némafilmkorszak sztárját, Mack Sennet-et személyesítette meg, de a darab a West Enden csak rövid ideig futott. 1982 és 1992 között a sikeres Halló, halló! című sorozatban alakította Hubert Gruber hadnagyot. Emellett olyan sorozatokban szerepelt még, mint az Én, Claudius, Csengetett, Mylord? (Noël Coward szerepében), Babylon 5, Seinfeld, Star Trek: Enterprise, Diagnózis: gyilkosság és Ki vagy, doki?. A A Karib-tenger kalózai: A Fekete Gyöngy átka című filmben is játszott egy kisebb szerepet.
A Halló, halló! 1992-es befejezése után főképp Amerikában, Los Angelesben dolgozott. 2001-ben szerepelt a Megiddó című thrillerben. Miután visszatért Angliába, Cheshamben telepedett le. 2006-ban két filmben játszott. 2007 júniusában és júliusában Brisbane-ban színpadra vitték a Halló, halló!-t, ahol rajta kívül még Gorden Kaye és Sue Hodge lépett fel az eredeti szereposztásból.